# Heywood Hardy
Pour les articles homonymes, voir Hardy.
Heywood Hardy (1842-1933) est un peintre et graveur britannique, connu notamment pour ses motifs de chasse.

## Biographie
Heywood Hardy est né en 1842 à Chichester.
Son père est le peintre paysagiste James Hardy et ses frères, James Jr et David, sont également peintres,.
En 1880, il est l'un des membres fondateurs de la Royal Society of Painter-Printmakers.
Sa fille Mabel (« Beldy ») épouse Charles Ormond Maugham, un avocat et un frère aîné de l'écrivain W. Somerset Maugham.
Heywood Hardy est mort en 1933.

## Œuvre
- Bournemouth, Russell-Cotes Art Gallery & Museum (en)
  - Mountain scene with deer[7]
  - Lion's head[7]
- Bristol, Bristol City Museum and Art Gallery, A fallen monarch[7]
- Burnley, Towneley Park (en)
  - The Meet, Ye Olde Wayside Inn[7]
  - A refresher at The Dragon[7]
  - The two roses[7]
- Bury, art gallery, Forewarned[7]
- Gosport, royal hospital hasler, Resttoration of sight to Bartimaeus[7]
- Londres, Guildhall Art Gallery (en), A lion[7]
- Manchester, art gallery, The disputed toll[7]
- Newcastle Upon Tyne, Laing Art Gallery, The squire and his daughter[7]
- Nuneaton, Nuneaton Museum & Art Gallery (en), Run to earth[7]
- Port Sunlight, Lady Lever Art Gallery, The cab fare[7]
- Rochdale, art gallery, Hunting scene[7]
- Sheffield, Graves Art Gallery (en), Country scene[7]
- Stirling, Stirling Smith Art Gallery and Museum (en)
  - The old manor house[7]
  - The assignation[7]
- Wigan, heritage service, Old friends[7]